# Cheryl Fergison
Cheryl Ann Campbell, más conocida como Cheryl Ferginson, es una actriz británica reconocida por haber interpretado a Heather Trott en EastEnders.

## Biografía
Es hija de John Campbell y Gina, tiene tres hermanas Lesley, Michelle y Carol Campbell.
Cheryl es vegetariana, en 2009 reveló que es diabética y clínicamente obesa.
Es muy buena amiga de la actriz Linda Henry.
En abril de 2000 se casó con Jamshed Saddiqi, la pareja le dio la bienvenida a su primer hijo, Alex Javed Saddiqi en julio de 1999, sin embargo el matrimonio terminó en 2008.
En abril de 2010 Cheryl comenzó a salir con Yassine Al-Jermoni, la pareja se casó el 28 de abril de 2011.

## Carrera
En 1993 apareció como invitada en la serie Screen Two donde interpretó a Frau Langer, la señora de limpieza de la casa Schatz. Un año después en 1994 interpretó a Pritchard en la miniserie Middlemarch.	
El 26 de junio de 2007 se unió al elenco de la exitosa serie británica EastEnders donde interpretó a la divertida Heather Trott hasta el 21 de marzo de 2012, luego de que su personaje muriera luego de recibir un golpe en la cabeza por parte de Ben Mitchell. Antes de interpretar a Heather, Cheryl apareció por primera vez en la serie el 23 de mayo de 2005 donde interpretó a Meg, una amiga de Mo Harris (Laila Morse).
En el 2008 concursó en un episodio del programa The Weakest Link dedicado a EastEnders, Cheryl ganó y se llevó £22,700 para la fundación de carridad "Great Ormond Street".
En el 2010 participó en el Let's Dance For Sports Relief donde bailó la canción de "Baby Got Back", Cheryl personificó a Vanilla Ice. Ese mismo año apareció en el spinf-off de la serie EastEnders llamada EastEnders: E20 donde volvió a interpretar a Heather.
En el 2012 se anunció que Cheryl se uniría al elenco de la nueva serie The Spa.

## Filmografía
Series de televisión
| Año             | Título                              | Personaje      | Notas                                  |
| --------------- | ----------------------------------- | -------------- | -------------------------------------- |
| 2012 - presente | The Spa                             | -              | -                                      |
| 2005 - 2012     | EastEnders                          | Heather Trott  | 384 episodios                          |
| 2010            | EastEnders: E20                     | Heather Trott  | 4 episodios                            |
| 2007            | The Life and Times of Vivienne Vyle | -              | episodio # 1.2                         |
| 2006            | Casualty                            | Lucille Prior  | episodio "Get What You Deserve"        |
| 2006            | Bad Girls                           | Latoya         | episodio # 8.7                         |
| 2006            | Little Miss Jocelyn                 | -              | episodio # 1.1                         |
| 2006            | The IT Crowd                        | Judy           | episodio "The Haunting of Bill Crouse" |
| 2004 - 2005     | Little Britain                      | Joanna Harding | 2 episodios                            |
| 2005            | Doctor Who                          | Mrs. Lloyd     | 2 episodios                            |
| 1994            | Middlemarch                         | Pritchard      | 5 episodios - miniserie                |
| 1993            | Screen Two                          | Frau Langer    | episodio "Genghis Cohn"                |
| 1992            | 'Allo 'Allo!                        | Desiree        | episodio "Missing and Presumed Dead"   |
| 1992            | Covington Cross                     | Mucama         | 2 episodios                            |

Películas
| Año  | Título               | Personaje             | Notas                                                                  |
| ---- | -------------------- | --------------------- | ---------------------------------------------------------------------- |
| 2009 | Mr. Right            | Mujer del Equipo Rojo | junto a Terry Bird                                                     |
| 1997 | Cold Enough for Snow | Samantha Bodley       | junto a Maureen Lipman, David Ross, Tom Wilkinson & Benedict Sandiford |
| 1997 | A Royal Scandal      | Señora de Limpieza    | junto a Richard E. Grant, Susan Lynch & Frances Barber                 |
| 1996 | Eskimo Day           | Miss Bodleyo          | junto a David Ross, Benedict Sandiford & Tom Wilkinson                 |

Teatro
| Año  | Título                     | Personaje    | Director | Teatro          | Notas                                                        |
| ---- | -------------------------- | ------------ | -------- | --------------- | ------------------------------------------------------------ |
| 2012 | Cinderella                 | Hada Madrina | -        | Central Theatre | -                                                            |
| 2006 | The Caucasian Chalk Circle | -            | -        | Scoop Theatre   | -                                                            |
| 2006 | Cyclops!                   | -            | -        | Scoop Theatre   | -                                                            |
| 1995 | The Dance of Death         | Jenny        | -        | Almeida Theatre | -                                                            |
| 1991 | Measure For Measure        | Monja        | -        | -               | junto a David Haig, Julian Forsyth, Jason Durr & Sarah Flind |
| 1990 | Man of the Moment          | -            | -        | Globe Theatre   | -                                                            |

Apariciones
| Año  | Programa                      | Notas                            |
| ---- | ----------------------------- | -------------------------------- |
| 2012 | Loose Women                   | presentadora - episodio # 16.149 |
| 2010 | Shooting Stars                | concursante - episodio # 7.4     |
| 2010 | All Star Family Fortunes      | concursante                      |
| 2010 | Let's Dance For Sports Relief | 2 episodios - concursante        |
| 2008 | The Weakest Link              | concursante - ganó               |

## Premios y nominaciones
| Año  | Categoría                                        | Premio               | Serie      | Resultado |
| ---- | ------------------------------------------------ | -------------------- | ---------- | --------- |
| 2010 | Baby Drama                                       | All About Soap Award | EastEnders | Ganadora  |
| 2009 | Best Double Act (junto a Linda Henry)            | TV Times Award       | EastEnders | Nominadas |
| 2008 | Best Comedy Performance                          | Inside Soap Award    | EastEnders | Ganadora  |
| 2008 | Best Newcomer                                    | Digital Spy Award    | EastEnders | Nominada  |
| 2008 | Best On-Screen Partnership (junto a Linda Henry) | Digital Spy Award    | EastEnders | Nominadas |
| 2008 | Best Comedy Performance                          | British Soap Award   | EastEnders | Nominada  |
| 2008 | Best On-Screen Partnership (junto a Linda Henry) | British Soap Award   | EastEnders | Nominadas |
| 2008 | Best Soap Newcomer                               | TV Quick Award       | EastEnders | Nominada  |